# Elmo salva la Navidad
Elmo salva la Navidad (Elmo Saves Christmas en inglés) es un especial de televisión navideño de 1996, de 60 minutos de duración, derivado de la serie Plaza Sésamo, y protagonizado por Elmo.

## Parcela
Todos en Barrio Sésamo se están preparando para las vacaciones de Nochebuena. Elmo lleva las galletas a casa para Santa Claus. Elmo planea quedarse despierto toda la noche en Nochebuena para ver a Santa Claus descender de la chimenea. Se queda dormido, pero Santa lo despierta cuando Santa está atascado, saca a Santa y luego determinan la causa de la masa extra: un reno polizón en entrenamiento llamado Lightning. En agradecimiento, Santa recompensa a Elmo con la elección de un osito rosado o un globo de nieve mágico. Elige el globo terráqueo y sus tres deseos concedidos, desperdiciando su primer deseo en obtener un vaso de agua.
El Día de Navidad Elmo desea que sea Navidad todos los días. En un programa de noticias, Kermit informa que mañana también será Navidad. Al principio, todo el mundo está emocionado de que vuelva a ser Navidad. Santa, sin embargo, le explica a Elmo que tener Navidad todos los días no es tan bueno. Lightning, el reno en formación de Santa, lleva a Elmo al futuro para ver los efectos de la Navidad en diferentes épocas del año, como durante la primavera y el verano. Big Bird está triste porque Snuffy todavía está en Cincinnati, pasando la Navidad con su abuela, María y Luis se ponen de mal humor porque la tienda Fix-It está cerrada todo el año, todos están molestos porque Qué bello es vivir siempre suena en la televisión, y la infelicidad general es evidente . Además, los elfos de Santa están fatigados debido a la falta de sus vacaciones. Otros días festivos, como la Pascua y el Día de la Independencia, son superados por la Navidad. Sin embargo, el único residente de Barrio Sésamo que disfruta de la Navidad todos los días es Oscar the Grouch. Le encanta ver papel de regalo viejo y árboles de Navidad gastados, y que todos estén tan malhumorados y miserables como él.
En la Navidad del próximo año, Sesame Street se cierra: Fix-It Shop y otras tiendas están cerradas permanentemente; El Conde Contar se ha cansado de contar muchas cosas que hacer con la Navidad en el transcurso de 365 días; los villancicos han perdido la voz de tanto cantar; Los árboles de Navidad se han convertido en especies en peligro de extinción, según Grover; Big Bird llora por haber perdido a Snuffy; y Santa está a punto de retirarse y mudarse a Florida. Elmo decide usar su último deseo para deshacerlo, pero lo sacude demasiado rápido que se le escapa de las manos y se rompe antes de pedirlo, lo que significa que será Navidad para siempre. Toda esperanza parece perdida, por lo que Elmo sugiere que Lightning podría llevarlo de regreso en el tiempo a la víspera de Navidad cuando todo comenzó (antes de que eligiera el globo de nieve). Esta vez, Elmo elige el Conejo-Moo para su nuevo regalo.
A la mañana siguiente, Snuffy llega a Big Bird y le dice que en lugar de visitar a su abuela en Cincinnati, en realidad vino a Barrio Sésamo. Mientras se unen a los demás en la glorieta alrededor del gran árbol de Navidad para cantar "Lleva el espíritu de la Navidad contigo", Elmo aprende que aunque la Navidad no puede ser todos los días, es mejor mantener vivo el espíritu navideño en tu alma todos los días.

## Reparto

### Actor original
- Maya Angelou como Narrador
- Charles Durning como Santa Claus
- Harvey Fierstein como Conejo de Pascua
- 14 Karat Soul
- Emilio Delgado como Luis
- Sonia Manzano como Maria
- Desiree Casado como Gabi
- Bob McGrath como Bob
- Alison Bartlett-O'Reilly como Gina
- Roscoe Orman como Gordon
- David Smyrl como Seńor Handford
- Carlo Alban como Carlo
- Kevin Clash como Elmo, Baby Natasha, Benny Rabbit, Father, y Duende Número 3
- Frank Oz como Bert, Cookie Monster y Grover
- Jerry Nelson como El Conde Contar, Seńor Johnson, y locutor de flash de noticias
- Fran Brill como Prairie Dawn, Zoe, y Duende Número 2
- Joey Mazzarino como Lightning, y Duende Número 1
- Carmen Osbahr como Rosita
- Caroll Spinney como Big Bird, y Oscar el gruñon
- Martin P. Robinson como Snuffleupagus, Telly, y Duende Número 5
- David Rudman como Baby Bear, Humphrey, y Duende Número 4
- Bryant Young como Extremo trasero de Mr. Snuffleupagus
- Steve Whitmire como Ernie y Kermit the Frog

Muppets adicionales interpretados por Peter Linz, Noel MacNeal, Jim Martin, John Tartaglia, Jim Kroupa, Alison Mork y Matt Vogel.

### Actor de doblaje
- Maya Angelou como Narrador
- Alfonso Mellado como Santa Claus
- Humberto Vélez como Conejo de Pascua
- 14 Karat Soul
- Mario Sauret como Luis
- Rebeca Manríquez como Maria
- Desiree Casado como Gabi
- Bob McGrath como Bob
- Alison Bartlett-O'Reilly como Gina
- Roscoe Orman como Gordon
- David Smyrl como Seńor Handford
- Carlo Alban como Carlo
- Eduardo Garza como Elmo
- Alejandro Illescas como Duende Número 3 y Telly
- Alejandro Mayén como Archibaldo y Oscar el gruñón
- Jorge Arvizu como Cookie Monster
- Martín Soto como El Conde Contar, Seńor Johnson, y locutor de flash de noticias
- Pilar Escandón como Prairie Dawn, Zoe, y Duende Número 2
- Carlos Iñigo como Lightning, y Duende Número 1
- Carmen Osbahr como Rosita
- Eduardo Garza como Big Bird
- Eduardo Borja como Snuffy
- José Antonio Macías como Duende Número 5
- Benjamín Rivera como Baby Bear, Humphrey, y Duende Número 4
- Salvador Najar como La Rana René